# كورادو ايفرنيتزي
كورادو ايفرنيتزي (بالإيطالية: Corrado Invernizzi)‏ هو ممثل إيطالي، ولد في 25 أبريل 1965 بجنوى في إيطاليا.

## أعمال

### أفلام
- (2014) وجه ملاك[4]

## وصلات خارجية
- كورادو ايفرنيتزي على موقع IMDb (الإنجليزية)
- كورادو ايفرنيتزي على موقع ألو سيني (الفرنسية)
- كورادو ايفرنيتزي على موقع أول موفي (الإنجليزية)
- كورادو ايفرنيتزي على موقع قاعدة بيانات الفيلم (الإنجليزية)
- كورادو ايفرنيتزي على موقع كينوبويسك (الروسية)